# 小行星17907
小行星17907（17907 Danielgude）是一颗绕太阳运转的小行星，为主小行星带小行星。该小行星于1999年3月发现。

## 轨道参数
小行星17907的轨道半长轴为2.5345715 UA，离心率为0.143。